# Horný Pial
Horný Pial (maďarsky Felső-Pél) je obec na Slovensku v okrese Levice. Nachází se zde románská kaple narození panny Marie a novoklasicistický reformovaný kostel. Při sčítání lidu v roce 2011 žilo v Horném Pialu 279 obyvatel, z toho 145 Slováků, 104 Maďarů a čtyři Češi. Jeden obyvatel uvedl jinou národnost a 25 obyvatel svou národnost neuvedlo.

## Historie
První písemná zmínka o obci pochází z roku 1209. Do uzavření Trianonské smlouvy byla obec součástí Uherska, poté byla součástí Československa. V letech 1938 až 1945 byla (na základě první vídeňské arbitráže) součástí Maďarského království.